# Jiang Cuihua
Jiang Cuihua (em chinês:  姜 翠華; Dalian, 2 de fevereiro de 1975) é uma ex-ciclista olímpico chinês. Cuihua representou o seu país durante os Jogos Olímpicos de Verão de 2000 em Sydney, onde conquistou a medalha de bronze nos 500 metros.